# Sommer-Universiade 2019/Schwimmen
Bei der Sommer-Universiade 2019 wurden vom 4. bis 10. Juli 2019 insgesamt zwei Wettbewerbe mit je zwanzig Entscheidungen im Schwimmen durchgeführt.

## Teilnehmende Nationen

### Männer
| Ägypten      | Amerikanische Jungferninseln | Argentinien                  | Australien         |
| Belarus      | Belgien                      | Brasilien                    | Bulgarien          |
| Burundi      | Chile                        | China                        | Chinesisch Taipeh  |
| Dänemark     | Deutschland                  | Estland                      | Finnland           |
| Frankreich   | Georgien                     | Großbritannien               | Hongkong           |
| Indien       | Indonesien                   | Israel                       | Italien            |
| Japan        | Kanada                       | Kasachstan                   | Kenia              |
| Komoren      | Lettland                     | Liechtenstein                | Litauen            |
| Macau        | Malaysia                     | Mexiko                       | Moldau             |
| Mongolei     | Neuseeland                   | Niederlande                  | Nordmazedonien     |
| Oman         | Österreich                   | Palästina                    | Paraguay           |
| Philippinen  | Polen                        | Portugal                     | Russland           |
| San Marino   | Saudi-Arabien                | Schweden                     | Schweiz            |
| Sierra Leone | Singapur                     | Slowakei                     | Slowenien          |
| Spanien      | Sri Lanka                    | Südafrika                    | Südkorea           |
| Tschechien   | Türkei                       | Uganda                       | Ukraine            |
| Ungarn       | Uruguay                      | Vereinigte Arabische Emirate | Vereinigte Staaten |
| Zypern       |                              |                              |                    |

### Frauen
| Ägypten            | Argentinien       | Australien     | Belarus    |
| Belgien            | Brasilien         | Burundi        | Chile      |
| China              | Chinesisch Taipeh | Deutschland    | Estland    |
| Finnland           | Frankreich        | Großbritannien | Honduras   |
| Hongkong           | Indien            | Indonesien     | Israel     |
| Italien            | Japan             | Kanada         | Kasachstan |
| Kenia              | Komoren           | Lettland       | Litauen    |
| Macau              | Malaysia          | Mexiko         | Moldau     |
| Neuseeland         | Niederlande       | Österreich     | Paraguay   |
| Philippinen        | Polen             | Portugal       | Russland   |
| Schweden           | Schweiz           | Sierra Leone   | Singapur   |
| Slowakei           | Slowenien         | Spanien        | Sri Lanka  |
| Südafrika          | Südkorea          | Tschechien     | Türkei     |
| Uganda             | Ukraine           | Ungarn         | Uruguay    |
| Vereinigte Staaten | Zypern            |                |            |

## Männerturnier

### Einzelwettbewerbe

#### 50 m Freistil
| Platz | Name              | Nation             | Zeit    |
| ----- | ----------------- | ------------------ | ------- |
| 1     | David Cumberlidge | Großbritannien     | 21,97 s |
| 2     | Kosuke Matsui     | Japan              | 22,26 s |
| 3     | Daniil Markov     | Russland           | 22,39 s |
| 4     | Pawel Sendyk      | Polen              | 22,42 s |
| 5     | Luiz Borges       | Brasilien          | 22,49 s |
| 6     | Zachary Apple     | Vereinigte Staaten | 22,50 s |
| 7     | Heiko Gigler      | Österreich         | 22,52 s |
|       | Ho Ian            | Hongkong           | 22,52 s |

Finale: 10. Juli 2019 18:07 Uhr

#### 100 m Freistil
| Platz | Name              | Nation             | Zeit    |
| ----- | ----------------- | ------------------ | ------- |
| 1     | Zachary Apple     | Vereinigte Staaten | 48,01 s |
| 2     | Tate Jackson      | Vereinigte Staaten | 48,29 s |
| 3     | Marco Ferreira    | Brasilien          | 48,57 s |
| 4     | Ivano Vendrame    | Italien            | 48,87 s |
| 5     | Felipe de Souza   | Brasilien          | 48,94 s |
| 6     | David Cumberlidge | Großbritannien     | 49,03 s |
| 7     | Heiko Gigler      | Österreich         | 49,52 s |
| 8     | Yang Jaehoon      | Südkorea           | 49,56 s |

Finale: 8. Juli 2019 18:46 Uhr

#### 200 m Freistil
| Platz | Name                | Nation             | Zeit        |
| ----- | ------------------- | ------------------ | ----------- |
| 1     | Zachary Apple       | Vereinigte Staaten | 1:46,80 min |
| 2     | Nikolay Snegirev    | Russland           | 1:46,97 min |
| 3     | Stefano di Cola     | Italien            | 1:47,86 min |
| 4     | Matteo Ciampi       | Italien            | 1:48,06 min |
| 5     | Yang Jaehoon        | Südkorea           | 1:48,07 min |
| 6     | Robert Freemann III | Vereinigte Staaten | 1:48,65 min |
| 7     | Jordan Pothain      | Frankreich         | 1:48,79 min |
| 8     | Aleksandr Fedorov   | Russland           | 1:49,23 min |

Finale: 6. Juli 2019 18:51 Uhr

#### 400 m Freistil
| Platz | Name               | Nation             | Zeit        |
| ----- | ------------------ | ------------------ | ----------- |
| 1     | Keisuke Yoshida    | Japan              | 3:49,48 min |
| 2     | Matteo Ciampi      | Italien            | 3:50,04 min |
| 3     | Anton Nikitin      | Russland           | 3:50,41 min |
| 4     | Robert Freeman III | Vereinigte Staaten | 3:50,55 min |
| 5     | Victor Johansson   | Schweden           | 3:50,94 min |
| 6     | Mattia Zuin        | Italien            | 3:51,96 min |
| 7     | Zachary Yeadon     | Vereinigte Staaten | 3:52,18 min |
| 8     | Adam Paulsson      | Schweden           | 3:52,25 min |

Finale: 4. Juli 2019 18:02 Uhr

#### 800 m Freistil
| Platz | Name                  | Nation             | Zeit        |
| ----- | --------------------- | ------------------ | ----------- |
| 1     | Anton Nikitin         | Russland           | 7:56,65 min |
| 2     | Nicholas Norman       | Vereinigte Staaten | 7:57,95 min |
| 3     | Filip Zaborowski      | Polen              | 7:58,27 min |
| 4     | Matteo Lamberti       | Italien            | 7:58,29 min |
| 5     | Albert Escrits Manosa | Spanien            | 7:59,64 min |
| 6     | Ernest Maksumov       | Russland           | 8:00,54 min |
| 7     | Henning Mühlleitner   | Deutschland        | 8:04,53 min |
| 8     | Jose Lopes            | Portugal           | 8:04,68 min |

Finale: 8. Juli 2019 18:02 Uhr

#### 1500 m Freistil
| Platz | Name                  | Nation             | Zeit         |
| ----- | --------------------- | ------------------ | ------------ |
| 1     | Victor Johansson      | Schweden           | 15:01,76 min |
| 2     | Alessio Occhipinti    | Italien            | 15:07,36 min |
| 3     | Nicholas Norman       | Vereinigte Staaten | 15:09,29 min |
| 4     | Albert Escrits Manosa | Spanien            | 15:10,78 min |
| 5     | Matteo Lamberti       | Italien            | 15:18,60 min |
| 6     | Atsuya Yoshida        | Japan              | 15:19,65 min |
| 7     | Joshua Parrish        | Australien         | 15:22,11 min |
| 8     | Benjamin Roberts      | Australien         | 15:24,29 min |

Finale: 6. Juli 2019 18:01 Uhr

#### 50 m Rücken
| Platz | Name               | Nation             | Zeit    |
| ----- | ------------------ | ------------------ | ------- |
| 1     | Justin Ress        | Vereinigte Staaten | 24,48 s |
|       | Zane Waddell       | Südafrika          | 24,48 s |
| 3     | Grigory Tarasevic  | Russland           | 24,94 s |
| 4     | Viktar Staselovich | Belarus            | 25,08 s |
| 5     | Gabriel Fantoni    | Brasilien          | 25,12 s |
| 6     | Bohdan Kasian      | Ukraine            | 25,16 s |
|       | Mark Nikolaev      | Russland           | 25,16 s |
| 8     | Bence Szentes      | Ungarn             | 25,24 s |

Finale: 7. Juli 2019 19:40 Uhr

#### 100 m Rücken
| Platz | Name                 | Nation             | Zeit    |
| ----- | -------------------- | ------------------ | ------- |
| 1     | Grigory Tarasevich   | Russland           | 53,51 s |
| 2     | Yohann Ndoye-Brouard | Frankreich         | 53,80 s |
| 3     | Justin Rees          | Vereinigte Staaten | 53,81 s |
| 4     | Zane Waddell         | Südafrika          | 53,87 s |
| 5     | Bryce Mefford        | Vereinigte Staaten | 54,42 s |
| 6     | Mark Nikolaev        | Russland           | 54,51 s |
| 7     | Guilherme Basseto    | Brasilien          | 54,80 s |
| 8     | Gabriel Fantoni      | Brasilien          | 54,83 s |

Finale: 5. Juli 2019 18:15 Uhr

#### 200 m Rücken
| Platz | Name                   | Nation             | Zeit        |
| ----- | ---------------------- | ------------------ | ----------- |
| 1     | Austin Katz            | Vereinigte Staaten | 1:55,65 min |
| 2     | Grigory Tarasevich     | Russland           | 1:57,91 min |
| 3     | Clark Beach            | Vereinigte Staaten | 1:57,96 min |
| 4     | Martin Binedell        | Südafrika          | 1:58,02 min |
| 5     | Cameron Tysoe          | Australien         | 1:58,95 min |
| 6     | Mathieu Geoffroy       | Frankreich         | 1:59,28 min |
| 7     | Manuel Martos Bacarizo | Spanien            | 1:59,62 min |
| 8     | Emanuel Turchi         | Italien            | 2:00,06 min |

Finale: 9. Juli 2019 19:09 Uhr

#### 50 m Brust
| Platz | Name           | Nation             | Zeit    |
| ----- | -------------- | ------------------ | ------- |
| 1     | Kirill Prigoda | Russland           | 26,99 s |
| 2     | Michael Houlie | Südafrika          | 27,19 s |
| 3     | Ian Finnerty   | Vereinigte Staaten | 27,25 s |
| 4     | Connor Hoppe   | Vereinigte Staaten | 27,30 s |
| 5     | Craig Benson   | Großbritannien     | 27,45 s |
| 6     | Pedro Cardona  | Brasilien          | 27,46 s |
| 7     | Moon Jaekwon   | Südkorea           | 27,56 s |
| 8     | Theo Bussiere  | Frankreich         | 27,60 s |

Finale: 9. Juli 2019 19:28 Uhr

#### 100 m Brust
| Platz | Name               | Nation             | Zeit        |
| ----- | ------------------ | ------------------ | ----------- |
| 1     | Ian Finnerty       | Vereinigte Staaten | 59,49 s     |
| 2     | Kirill Prigoda     | Russland           | 59,50 s     |
| 3     | Yuya Hinomoto      | Japan              | 59,72 s     |
| 4     | Andrius Sidlauskas | Litauen            | 59,84 s     |
| 5     | Michael Houlie     | Südafrika          | 59,92 s     |
| 6     | Craig Benson       | Großbritannien     | 1:00,27 min |
| 7     | Berkay Ogretir     | Türkei             | 1:00,47 min |
| 8     | Theo Bussiere      | Frankreich         | 1:00,89 min |

Finale: 5. Juli 2019 18:34 Uhr

#### 200 m Brust
| Platz | Name                  | Nation             | Zeit        |
| ----- | --------------------- | ------------------ | ----------- |
| 1     | Kirill Prigoda        | Russland           | 2:08,88 min |
| 2     | Ilia Khomenko         | Russland           | 2:09,42 min |
| 3     | Daniel Roy            | Vereinigte Staaten | 2:09,63 min |
| 4     | Andrius Sidlauskas    | Litauen            | 2:11,77 min |
| 5     | Mate Kutasi           | Ungarn             | 2:12,07 min |
| 6     | Christopher Rothbauer | Österreich         | 2:12,48 min |
| 7     | Jonathan Tybur        | Vereinigte Staaten | 2:13,68 min |
| 8     | Jacques Läuffer       | Schweiz            | DQ          |

Finale: 7. Juli 2019 19:00 Uhr

#### 50 m Schmetterling
| Platz | Name             | Nation             | Zeit    |
| ----- | ---------------- | ------------------ | ------- |
| 1     | William Yang     | Australien         | 23,32 s |
| 2     | Yuya Tanaka      | Japan              | 23,35 s |
| 3     | Grigory Pekarski | Belarus            | 23,47 s |
| 4     | Pawel Sendyk     | Polen              | 23,63 s |
| 5     | Lorenzo Gargani  | Italien            | 23,76 s |
| 6     | Daniil Markov    | Russland           | 23,91 s |
| 7     | Jack Saunderson  | Vereinigte Staaten | 23,91 s |
| 8     | Coleman Stewart  | Vereinigte Staaten | 24,00 s |

Finale: 5. Juli 2019 18:02 Uhr

#### 100 m Schmetterling
| Platz | Name                 | Nation             | Zeit    |
| ----- | -------------------- | ------------------ | ------- |
| 1     | Shinnosuke Ishikawa  | Japan              | 52,05 s |
|       | Egor Kuimov          | Russland           | 52,05 s |
| 3     | Coleman Stewart      | Vereinigte Staaten | 52,11 s |
| 4     | Jack Saunderson      | Vereinigte Staaten | 52,25 s |
| 5     | Yuya Tanaka          | Japan              | 52,32 s |
| 6     | Michal Poprawa       | Polen              | 52,35 s |
|       | Aleksandr Sadovnikov | Russland           | 52,35 s |
| 8     | Iago Moussalem       | Brasilien          | 52,37 s |

Finale: 9. Juli 2019 18:19 Uhr

#### 200 m Schmetterling
| Platz | Name                | Nation      | Zeit        |
| ----- | ------------------- | ----------- | ----------- |
| 1     | Aleksandr Kudashev  | Russland    | 1:55,63 min |
| 2     | Nao Horomura        | Japan       | 1:55,94 min |
| 3     | Takumi Terada       | Japan       | 1:55,99 min |
| 4     | Michal Poprawa      | Polen       | 1:56,16 min |
| 5     | Vladimir Kudriashov | Russland    | 1:57,55 min |
| 6     | Giacomo Carini      | Italien     | 1:57,71 min |
| 7     | Fynn Minuth         | Deutschland | 1:58,46 min |
| 8     | Bowen Gough         | Australien  | 1:58,56 min |

Finale: 7. Juli 2019 19:13 Uhr

#### 200 m Lage
| Platz | Name            | Nation            | Zeit        |
| ----- | --------------- | ----------------- | ----------- |
| 1     | Juran Mizohata  | Japan             | 1:58,88 min |
| 2     | Joe Litchfield  | Großbritannien    | 1:59,28 min |
| 3     | Wang Hsing-Hao  | Chinesisch Taipeh | 1:59,87 min |
| 4     | Tomoya Takeuchi | Japan             | 2:00,34 min |
| 5     | Samy Helmbacher | Frankreich        | 2:00,70 min |
| 6     | Daniel Sos      | Ungarn            | 2:00,70 min |
| 7     | Jared Gilliland | Australien        | 2:00,83 min |
| 8     | Felix Ziemann   | Deutschland       | 2:01,14 min |

Finale: 6. Juli 2019 19:26 Uhr

#### 400 m Lage
| Platz | Name           | Nation             | Zeit        |
| ----- | -------------- | ------------------ | ----------- |
| 1     | Yuki Ikari     | Japan              | 4:12,54 min |
| 2     | Sean Grieshop  | Vereinigte Staaten | 4:13,90 min |
| 3     | Maxim Stupin   | Russland           | 4:15,37 min |
| 4     | Adam Paulsson  | Schweden           | 4:17,32 min |
| 5     | Marek Szarnek  | Großbrittanien     | 4:17,70 min |
| 6     | Pier Matteazzi | Italien            | 4:19,07 min |
| 7     | Samuel Stewart | Vereinigte Staaten | 4:19,20 min |
| 8     | Brendon Smith  | Australien         | 4:21,72 min |

Finale: 10. Juli 2019 18:39 Uhr

### Teamwettbewerbe

#### 4 × 100 m Freistil
| Platz | Name                                                               | Nation             | Zeit        |
| ----- | ------------------------------------------------------------------ | ------------------ | ----------- |
| 1     | Zachary Apple Dean Farris Robert Howard Tate Jackson               | Vereinigte Staaten | 3:11,03 min |
| 2     | Luiz Borges Marco Ferreira Gabriel Ogawa Felipe de Souza           | Brasilien          | 3:15,27 min |
| 3     | Ivano Venddrame Alessandro Bori Davide Nardini Giovanni Izzo       | Italien            | 3:15,91 min |
| 4     | Kosuke Matsui Juran Mizohata Masahiro Kawane Kaiya Seki            | Japan              | 3:16,38 min |
| 5     | Nikolay Snegirev Ivan Kuzmenko Maksim Ablovatskii Vladimir Dubinin | Russland           | 3:18,01 min |
| 6     | Karol Ostrowski Jakub Ksiazek Bartosz Piszczorowicz Pawel Sendyk   | Polen              | 3:18,03 min |
| 7     | David Cumberlidge Craig McLean Joe Litchfield Mark Szaranek        | Großbritannien     | 3:18,47 min |
| 8     | Ahton Brinkworth Benno Negri William Stockwell Maxwell Carleton    | Australien         | 3:18,76 min |

Finale: 4. Juli 2019 19:19 Uhr

#### 4 × 200 m Freistil
| Platz | Name                                                                 | Nation             | Zeit        |
| ----- | -------------------------------------------------------------------- | ------------------ | ----------- |
| 1     | Dean Farris Grant House Trenton Julian Zachary Apple                 | Vereinigte Staaten | 7:09,77 min |
| 2     | Mattia Zuin Matteo Ciampi Alessio Proietti Colonna Stefano di Cola   | Italien            | 7:10,43 min |
| 3     | Maxwell Carleton Ashton Brinkworth Brendon Smith Jacob Hansford      | Australien         | 7:14,75 min |
| 4     | Nikolay Snegirev Aleksandr Fedorov Aleksander Kudashev Anton Nikitin | Russland           | 7:14,94 min |
| 5     | Jordan Pothain Remi Meresse Alexandre Derache Roman Fuchs            | Frankreich         | 7:15,28 min |
| 6     | Kaito Nakamura Keisuke Yoshida Kaiya Seki Juran Mizohata             | Japan              | 7:18,97 min |
| 7     | Max Nowosad Fynn Minuth Henning Mühlleitner Felix Ziemann            | Deutschland        | 7:19,09 min |
| 8     | Lee Yooyeon Joo Jaegu Kim Gunwoo Yang Sughyun                        | Südkorea           | 7:24,12 min |

Finale: 9. Juli 2019 19:57 Uhr

#### 4 × 100 m Lagen
| Platz | Name                                                                    | Nation             | Zeit        |
| ----- | ----------------------------------------------------------------------- | ------------------ | ----------- |
| 1     | Justin Ress Ian Finnerty John Shebat Zachary Apple                      | Vereinigte Staaten | 3:33,02 min |
| 2     | Grigory Tarasevich Kirill Prigoda Egor Kuimov Ivan Kuzmenko             | Russland           | 3:33,72 min |
| 3     | Gabriel Fantoni Pedro Cardona Iago Moussalem Marco Ferreira             | Brasilien          | 3:35,33 min |
| 4     | Kohei Hosokawa Yuya Hinomoto Shinnosuke Ishikawa Masahiro Kawane        | Japan              | 3:36,10 min |
| 5     | Lee Juho Moon Jaekwon Yang Jaehoon Lee Yooyeon                          | Südkorea           | 3:36,53 min |
| 6     | Yohann Ndoye-Brouard Theo Bussiere Pierre Henry-Arrenous Jordan Pothain | Frankreich         | 3:36,61 min |
| 7     | Emanuel Turchi Federico Poggio Alberto Razzetti Ivano Vendrame          | Italien            | 3:36,71 min |
| 8     | Cameron Tysoe Grayson Bell Bowen Gough Ashton Brinkworth                | Australien         | 3:38,17 min |

Finale: 10. Juli 2019 19:30 Uhr

## Frauenturnier

### Einzelwettbewerbe

#### 50 m Freistil
| Platz | Name                  | Nation             | Zeit    |
| ----- | --------------------- | ------------------ | ------- |
| 1     | Ky-Lee Perry          | Vereinigte Staaten | 25,08 s |
| 2     | Jessica Felsner       | Deutschland        | 25,12 s |
| 3     | Emily Barclay         | Großbritannien     | 25,15 s |
| 4     | Natassia Karakouskaya | Belarus            | 25,24 s |
| 5     | Grace Ariola          | Vereinigte Staaten | 25,27 s |
| 6     | Valerie van Roon      | Niederlande        | 25,28 s |
| 7     | Nicoletta Ruberti     | Italien            | 25,37 s |
| 8     | Bao Ying              | China              | 25,52 s |

Finale: 10. Juli 2019 18:02 Uhr

#### 100 m Freistil
| Platz | Name                  | Nation             | Zeit    |
| ----- | --------------------- | ------------------ | ------- |
| 1     | Gabrielle DeLoof      | Vereinigte Staaten | 54,76 s |
| 2     | Lisa Höpink           | Deutschland        | 55,04 s |
| 3     | Veronica Burchill     | Vereinigte Staaten | 55,05 s |
| 4     | Paola Biagioli        | Italien            | 55,51 s |
| 5     | Elizaveta Klevanovich | Russland           | 55,58 s |
| 6     | Jessica Felsner       | Deutschland        | 55,63 s |
| 7     | Ainsley McMurray      | Kanada             | 55,95 s |
| 8     | Anna Kolarova         | Tschechien         | 56,09 s |

Finale: 6. Juli 2019 19:21 Uhr

#### 200 m Freistil
| Platz | Name               | Nation             | Zeit        |
| ----- | ------------------ | ------------------ | ----------- |
| 1     | Gabrielle DeLoof   | Vereinigte Staaten | 1:57,62 min |
| 2     | Paige Madden       | Vereinigte Staaten | 1:58,31 min |
| 3     | Mariia Baklakova   | Russland           | 1:59,00 min |
| 4     | Linda Caponi       | Italien            | 1:59,24 min |
| 5     | Alice Scarabelli   | Italien            | 2:00,51 min |
| 6     | Kathryn Greenslade | Großbritannien     | 2:00,70 min |
| 7     | Irina Krivonogova  | Russland           | 2:00,98 min |
| 8     | Kennedy Goss       | Kanada             | 2:01,08 min |

Finale: 9. Juli 2019 18:24 Uhr

#### 400 m Freistil
| Platz | Name                   | Nation             | Zeit        |
| ----- | ---------------------- | ------------------ | ----------- |
| 1     | Kaersten Meitz         | Vereinigte Staaten | 4:05,80 min |
| 2     | Linda Caponi           | Italien            | 4:10,53 min |
| 3     | Sierra Schmidt         | Vereinigte Staaten | 4:11,37 min |
| 4     | Abbie Wood             | Vereinigte Staaten | 4:13,07 min |
| 5     | Kennedy Goss           | Kanada             | 4:13,23 min |
| 6     | Mikayla Messer         | Australien         | 4:15,18 min |
| 7     | Catalina Corro Lorente | Spanien            | 4:17,44 min |
| 8     | Kathryn Greenslade     | Großbritannien     | 4:18,29 min |

Finale: 4. Juli 2019 18:02 Uhr

#### 800 m Freistil
| Platz | Name              | Nation             | Zeit        |
| ----- | ----------------- | ------------------ | ----------- |
| 1     | Waka Kobori       | Japan              | 8:34,30 min |
| 2     | Irina Prikhodko   | Russland           | 8:37,36 min |
| 3     | Chinatsu Sato     | Japan              | 8:38,19 min |
| 4     | Taylor Ault       | Vereinigte Staaten | 8:39,21 min |
| 5     | Phoebe Hines      | Australien         | 8:39,49 min |
| 6     | Alisia Tettamanzi | Italien            | 8:42,20 min |
| 7     | Megan Byrnes      | Vereinigte Staaten | 8:45,06 min |
| 8     | Lee Hea           | Südkorea           | 8:51,87 min |

Finale: 9. Juli 2019 18:02 Uhr

#### 1500 m Freistil
| Platz | Name              | Nation             | Zeit         |
| ----- | ----------------- | ------------------ | ------------ |
| 1     | Waka Kobori       | Japan              | 16:16,33 min |
| 2     | Moesha Johnson    | Australien         | 16:20,00 min |
| 3     | Molly Kowal       | Vereinigte Staaten | 16:20,94 min |
| 4     | Chinatsu Sato     | Japan              | 16:30,04 min |
| 5     | Alisia Tettamanzi | Italien            | 16:34,76 min |
| 6     | Sophie Caldwell   | Australien         | 16:39,14 min |
| 7     | Paulina Piechota  | Polen              | 16:39,91 min |
| 8     | Megan Byrnes      | Vereinigte Staaten | 16:44,81 min |

Finale: 7. Juli 2019 18:02 Uhr

#### 50 m Rücken
| Platz | Name              | Nation             | Zeit    |
| ----- | ----------------- | ------------------ | ------- |
| 1     | Silvia Scalia     | Italien            | 27,92 s |
| 2     | Elise Haan        | Vereinigte Staaten | 28,02 s |
| 3     | Calypso McDonnell | Australien         | 28,25 s |
| 4     | Katharine Berkoff | Vereinigte Staaten | 28,57 s |
|       | Agata Naskret     | Polen              | 28,57 s |
| 6     | Nadine Lämmler    | Deutschland        | 28,61 s |
| 7     | Ingrid Wilm       | Kanada             | 28,64 s |
| 8     | Marieke Tienstra  | Niederlande        | 28,72 s |

Finale: 9. Juli 2019 19:04 Uhr

#### 100 m Rücken
| Platz | Name               | Nation             | Zeit        |
| ----- | ------------------ | ------------------ | ----------- |
| 1     | Katharine Berkoff  | Vereinigte Staaten | 59,29 s     |
| 2     | Elise Haan         | Vereinigte Staaten | 59,62 s     |
| 3     | Silvia Scalia      | Italien            | 1:00,43 min |
| 4     | Ingrid Wilm        | Kanada             | 1:00,77 min |
| 5     | Kennedy Goss       | Kanada             | 1:00,87 min |
| 6     | Marina Furubayashi | Japan              | 1:01,27 min |
| 7     | Wong Toto          | Hongkong           | 1:01,45 min |
| 8     | Nadine Lämmler     | Deutschland        | 1:01,50 min |

Finale: 7. Juli 2019 19:08 Uhr

#### 200 m Rücken
| Platz | Name               | Nation             | Zeit        |
| ----- | ------------------ | ------------------ | ----------- |
| 1     | Lisa Bratton       | Vereinigte Staaten | 2:07,91 min |
| 2     | Asia Seidt         | Vereinigte Staaten | 2:08,56 min |
| 3     | Chloe Golding      | Großbritannien     | 2:09,57 min |
| 4     | Tatiana Salcutan   | Moldau             | 2:10,86 min |
| 5     | Sonnele Ozturk     | Deutschland        | 2:11,02 min |
| 6     | Kathryn Greenslade | Großbritannien     | 2:11,62 min |
| 7     | Kennedy Goss       | Kanada             | 2:12,00 min |
| 8     | Marina Furubayashi | Japan              | 2:13,02 min |

Finale: 5. Juli 2019 19:14 Uhr

#### 50 m Brust
| Platz | Name                  | Nation         | Zeit    |
| ----- | --------------------- | -------------- | ------- |
| 1     | Jhennifer Alves       | Brasilien      | 30,73 s |
| 2     | Sarah Vasey           | Großbritannien | 30,81 s |
| 3     | Chelsea Hodges        | Australien     | 31,13 s |
| 4     | Tatjana Schoenmaker   | Südafrika      | 31,14 s |
| 5     | Sophie Angus          | Kanada         | 31,32 s |
| 6     | Tatiana Chisca        | Moldau         | 31,58 s |
| 7     | Adelaida Pchelintseva | Kasachstan     | 31,75 s |
| 8     | Dominika Sztandera    | Polen          | 31,84 s |

Finale: 10. Juli 2019 18:12 Uhr

#### 100 m Brust
| Platz | Name                | Nation             | Zeit        |
| ----- | ------------------- | ------------------ | ----------- |
| 1     | Tatjana Schoenmaker | Südafrika          | 1:06,42 min |
| 2     | Mai Fukusawa        | Japan              | 1:07,22 min |
| 3     | Kanako Watanabe     | Japan              | 1:07,28 min |
| 4     | Chelsea Hodges      | Australien         | 1:07,58 min |
| 5     | Sarah Vasey         | Großbritannien     | 1:08,02 min |
| 6     | Francesca Fangio    | Italien            | 1:08,33 min |
| 7     | Jhennifer Alves     | Brasilien          | 1:08,41 min |
| 8     | Emily Weiss         | Vereinigte Staaten | 1:09,10 min |

Finale: 6. Juli 2019 18:57 Uhr

#### 200 m Brust
| Platz | Name                | Nation             | Zeit        |
| ----- | ------------------- | ------------------ | ----------- |
| 1     | Tatjana Schoenmaker | Südafrika          | 2:22,92 min |
| 2     | Emily Escobedo      | Vereinigte Staaten | 2:23,65 min |
| 3     | Kanako Watanabe     | Japan              | 2:24,18 min |
| 4     | Kaylene Corbett     | Südafrika          | 2:24,93 min |
| 5     | Daria Chikunova     | Russland           | 2:25,14 min |
| 6     | Francesca Fangio    | Italien            | 2:25,80 min |
| 7     | Jocelyn Ulyett      | Großbritannien     | 2:26,10 min |
| 8     | Katie Matts         | Großbritannien     | 2:27,32 min |

Finale: 8. Juli 2019 18:39 Uhr

#### 50 m Schmetterling
| Platz | Name             | Nation            | Zeit    |
| ----- | ---------------- | ----------------- | ------- |
| 1     | Tayla Lovemore   | Südafrika         | 26,25 s |
| 2     | Ai Soma          | Japan             | 26,38 s |
| 3     | Jeong Soeun      | Südkorea          | 26,41 s |
| 4     | Kinge Zandringa  | Niederlande       | 26,68 s |
| 5     | Park Yerin       | Südkorea          | 26,75 s |
| 6     | Sofia Spodarenko | Russland          | 26,80 s |
| 7     | Huang Mei-Chien  | Chinesisch Taipeh | 26,98 s |
| 8     | Mayuka Yamamoto  | Japan             | 27,03 s |

Finale: 5. Juli 2019 18:29 Uhr

#### 100 m Schmetterling
| Platz | Name              | Nation             | Zeit    |
| ----- | ----------------- | ------------------ | ------- |
| 1     | Tayla Lovemore    | Südafrika          | 58,74 s |
| 2     | Dakota Luther     | Vereinigte Staaten | 58,82 s |
| 3     | Lisa Höpink       | Deutschland        | 58,87 s |
| 4     | Ai Soma           | Japan              | 58,89 s |
| 5     | Polina Egorova    | Russland           | 59,16 s |
| 6     | Kinge Zandringa   | Niederlande        | 59,37 s |
| 7     | Giovanna Diamante | Brasilien          | 59,48 s |
| 8     | Hannah Genich     | Kanada             | 59,65 s |

Finale: 8. Juli 2019 19:24 Uhr

#### 200 m Schmetterling
| Platz | Name               | Nation             | Zeit        |
| ----- | ------------------ | ------------------ | ----------- |
| 1     | Dakota Luther      | Vereinigte Staaten | 2:07,92 min |
| 2     | Olivia Carter      | Vereinigte Staaten | 2:09,05 min |
| 3     | Sachi Mochida      | Japan              | 2:09,38 min |
| 4     | Ilaria Cusinato    | Italien            | 2:09,47 min |
| 5     | Alessia Polieri    | Italien            | 2:09,58 min |
| 6     | Claudia Hufnagl    | Österreich         | 2:10,69 min |
| 7     | Charlotte Atkinson | Großbritannien     | 2:12,53 min |
| 8     | Alice Stuart       | Australien         | 2:13,27 min |

Finale: 10. Juli 2019 18:17 Uhr

#### 200 m Lage
| Platz | Name                   | Nation             | Zeit        |
| ----- | ---------------------- | ------------------ | ----------- |
| 1     | Alicia Wilson          | Großbritannien     | 2:11,35 min |
| 2     | Ella Eastin            | Vereinigte Staaten | 2:12,24 min |
| 3     | Runa Imai              | Japan              | 2:12,25 min |
| 4     | Genevieve Pfeifer      | Vereinigte Staaten | 2:12,70 min |
| 5     | Ilaria Cusinato        | Italien            | 2:13,01 min |
| 6     | Abbie Wood             | Großbritannien     | 2:13,23 min |
| 7     | Catalina Corro Lorente | Spanien            | 2:14,53 min |
| 8     | Kristýna Horská        | Tschechien         | 2:15,24 min |

Finale: 7. Juli 2019 18:22 Uhr

#### 400 m Lage
| Platz | Name                   | Nation             | Zeit             |
| ----- | ---------------------- | ------------------ | ---------------- |
| 1     | Makayla Sargent        | Vereinigte Staaten | 4:37,95 min      |
| 2     | Genevieve Pfeifer      | Vereinigte Staaten | 4:40,16 min      |
| 3     | Ilaria Cusinato        | Italien            | 4:40,18 min      |
| 4     | Catalina Corro Lorento | Spanien            | 4:44,34 min      |
| 5     | Sayaka Kashiwazaki     | Japan              | 4:46,05 min      |
| 6     | Sophie Caldwell        | Australien         | 4:46,22 min      |
| 7     | Reka Gyorgy            | Ungarn             | 4:46,30 min      |
| 8     | Abbie Wood             | Großbritannien     | Nicht angetreten |

Finale: 4. Juli 2019 18:25 Uhr

### Teamwettbewerbe

#### 4 × 100 m Freistil
| Platz | Name                                                                           | Nation             | Zeit        |
| ----- | ------------------------------------------------------------------------------ | ------------------ | ----------- |
| 1     | Veronica Burchill Claire Rasmus Catherine DeLoof Gabrielle DeLoof              | Vereinigte Staaten | 3:37,99 min |
| 2     | Mayuka Yamamoto Sachi Mochida Kanako Watanabe Runa Imai                        | Japan              | 3:41,74 min |
| 3     | Paola Biagioli Gioelemaria Origlia Guilia Verona Aglalia Pezzato               | Italien            | 3:41,84 min |
| 4     | Mariia Baklakova Rozaliya Nasretdinova Elisaveta Klevanovich Vasilissa Buinaia | Russland           | 3:44,84 min |
| 5     | Charis Huddle Sarah Watson Ainsley McMurray Kennedy Goss                       | Kanda              | 3:44,89 min |
| 6     | Julia Hawkins Dahlas Rogers Mikayla Messer Alice Stuart                        | Australien         | 3:46,63 min |
| 7     | Daniela Georges Paulina Peda Agata Naskret Dominika Sztandera                  | Polen              | 3:47,59 min |
| 8     | Chan Marina Ong Natasha Yeo Samantha Liew Chantal                              | Singapur           | 3:52,98 min |

Finale: 4. Juli 2019 19:09 Uhr

#### 4 × 200 m Freistil
| Platz | Name                                                                     | Nation             | Zeit        |
| ----- | ------------------------------------------------------------------------ | ------------------ | ----------- |
| 1     | Kaersten Meitz Paige Madden Claire Rasmus Gabrielle DeLoof               | Vereinigte Staaten | 7:53,90 min |
| 2     | Linda Caponi Paola Biagioli Alice Scarabelli Sara Ongaro                 | Italien            | 7:59,68 min |
| 3     | Mariia Baklakova Irina Krivonogova Irina Prikhodko Elisaveta Klevanovich | Russland           | 8:03,85 min |
| 4     | Sayaka Kashiwazaki Waka Kobori Runa Imai Sachi Mochida                   | Japan              | 8:07,02 min |
| 5     | Ainsley McMurray Marit Anderson Kennedy Goss Sarah Watson                | Kanada             | 8:07,22 min |
| 6     | Dahlas Rogers Mikayla Messer Sophie Caldwell Phoebe Hines                | Australien         | 8:09,55 min |
| 7     | Leonie Kullmann Kathrin Demler Sonnele Ozturk Lisa Höpink                | Deutschland        | 8:15,80 min |
| 8     | Olivia Carrizo Ana Presumido Tamara Pons Florencia Panzini               | Argentinien        | 8:42,89 min |

Finale: 7. Juli 2019 19:53 Uhr

#### 4 × 100 m Lagen
| Platz | Name                                                            | Nation             | Zeit        |
| ----- | --------------------------------------------------------------- | ------------------ | ----------- |
| 1     | Katharine Berkoff Emily Escobedo Dakota Luther Gabrielle DeLoof | Vereinigte Staaten | 3:59,77 min |
| 2     | Marina Furubayashi Mai Fukasawa Ai Soma Runa Imai               | Japan              | 4:00,07 min |
| 3     | Ingrid Wilm Nina Kucheran Hannah Genich Ainsley McMurray        | Kanada             | 4:03,32 min |
| 4     | Irina Prikhodko Daria Chikunova Polina Egorova Mariia Baklakova | Russland           | 4:03,55 min |
| 5     | Calypso McDonnell Chelsea Hodges Alice Stuart Julia Hawkins     | Australien         | 4:04,99 min |
| 6     | Chloe Golding Sarah Vasey Charlotte Atkinson Kathryn Greenslade | Großbritannien     | 4:05,57 min |
| 7     | Nadine Lämmler Anna Kroniger Lisa Höpink Jessica Felsner        | Deutschland        | DQ          |
| 8     | Silvia Scalia Francesca Fangio Federica Greco Paola Biagilio    | Italien            | DQ          |

Finale: 10. Juli 2019 19:21 Uhr

## Neue Universiade Rekorde
| Wettkampf              | Name                                                              | Nation             | Zeit        |
| ---------------------- | ----------------------------------------------------------------- | ------------------ | ----------- |
| 100 m Rücken (F)       | Katharine Berkoff                                                 | Vereinigte Staaten | 59,29 s     |
| 200 m Rücken (F)       | Lisa Bratton                                                      | Vereinigte Staaten | 2:07,91 min |
| 4 × 100 m Freistil (F) | Veronica Burchill Claire Rasmus Catherine DeLoof Gabrielle DeLoof | Vereinigte Staaten | 3:37,99 min |
| 50 m Rücken (M) (1)    | Zane Waddell                                                      | Südafrika          | 24,46 s     |
| 50 Meter Brust (M) (2) | Michael Houlie                                                    | Südafrika          | 26,82 s     |
| 100 m Brust (M)        | Ian Finnerty                                                      | Vereinigte Staaten | 59,49 s     |

## Medaillen
| Platz | Nation             |    |    |    | Gesamt |
| ----- | ------------------ | -- | -- | -- | ------ |
| 1     | Vereinigte Staaten | 19 | 12 | 9  | 40     |
| 2     | Japan              | 6  | 7  | 7  | 20     |
| 3     | Russland           | 6  | 6  | 6  | 18     |
| 4     | Südafrika          | 5  | 1  | 0  | 6      |
| 5     | Großbritannien     | 2  | 2  | 2  | 6      |
| 6     | Italien            | 1  | 5  | 5  | 11     |
| 7     | Australien         | 1  | 1  | 3  | 5      |
| 8     | Brasilien          | 1  | 1  | 2  | 4      |
| 9     | Schweden           | 1  | 0  | 0  | 1      |
| 10    | Deutschland        | 0  | 2  | 1  | 3      |
| 11    | Frankreich         | 0  | 1  | 0  | 1      |
| 12    | Südkorea           | 0  | 0  | 1  | 1      |
| 12    | Chinesisch Taipeh  | 0  | 0  | 1  | 1      |
| 12    | Polen              | 0  | 0  | 1  | 1      |
| 12    | Belarus            | 0  | 0  | 1  | 1      |
| 12    | Kanada             | 0  | 0  | 1  | 1      |
| Total | Total              | 42 | 38 | 40 | 120    |